# Borowie
Borowie è un comune rurale polacco del distretto di Garwolin, nel voivodato della Masovia.
Ricopre una superficie di 80,41 km² e nel 2004 contava 5 151 abitanti.